# ホルヘ・モレイラ
ホルヘ・ルイス・モレイラ・フェレイラ（Jorge Luis Moreira Ferreira、1990年2月1日 - ）は、パラグアイ・グアイラ県ビジャリカ出身のプロサッカー選手。リーガ・プロフェッシオナル・アルヘンティーナのCAリーベル・プレートに所属している。ポジションはDF。

## 来歴
2009年に国内リーグのクラブ2・デ・マヨでプロデビューし、2010年にクラブ・リベルタに移籍。2016年シーズンまで同チームの主力として活躍。
　
2016年7月21日、スーペルリーガ・アルヘンティーナのCAリーベル・プレートと4年契約を締結。2018年のコパ・リベルタドーレスでは優勝を経験。FIFAクラブワールドカップ2018では、準決勝でアル・アインに敗れるも、3位決定戦で鹿島アントラーズを下して、3位入賞を果たした。
2019年2月20日、ポートランド・ティンバーズに1年間のローン移籍で合意。2019年シーズンは27試合2得点を記録した。

## パラグアイ代表
2009年にエジプトで開催された2009 FIFA U-20ワールドカップに、U-20のパラグアイ代表として出場し、決勝トーナメント進出に貢献。2010年4月の南アフリカ戦でフル代表デビュー。しかし、コパ・アメリカ2011、コパ・アメリカ2015、コパ・アメリカ・センテナリオ、コパ・アメリカ2019といった国際主要大会は招集外に終わっている。